# Sanne Salomonsen
Susanne "Sanne" Salomonsen, född 30 december 1955 i Frederiksberg i Köpenhamn, är en dansk rocksångerska. Hon var mellan åren 1985 och 1992 gift med Mats Ronander och var då bosatt i Stockholm.
Sanne Salomonsen startade sitt första band vid 11 års ålder 1967 och tre år senare gjorde hon rollen som Sheila i musikalen Hair. Hennes första skiva släpptes 1972. 1980–1985 var hon sångerska i bandet Sneakers. 1984 spelade hon den kvinnliga huvudrollen i filmen Smugglarkungen, och hade även en roll i Svindlande affärer samma år. 1988 fick hon en hit med låten Den jeg elsker och belönades med en grammis. Låten var en del i en kampanj mot aids.
Sanne Salomonsen deltog i Melodifestivalen 2005 med låten Higher Ground (som placerade sig på sjunde plats i finalen), samt i andra deltävlingen av Melodifestivalen 2015 i par med Marie Bergman, där de slogs ut och hamnade på en sista plats i deltävlingen.

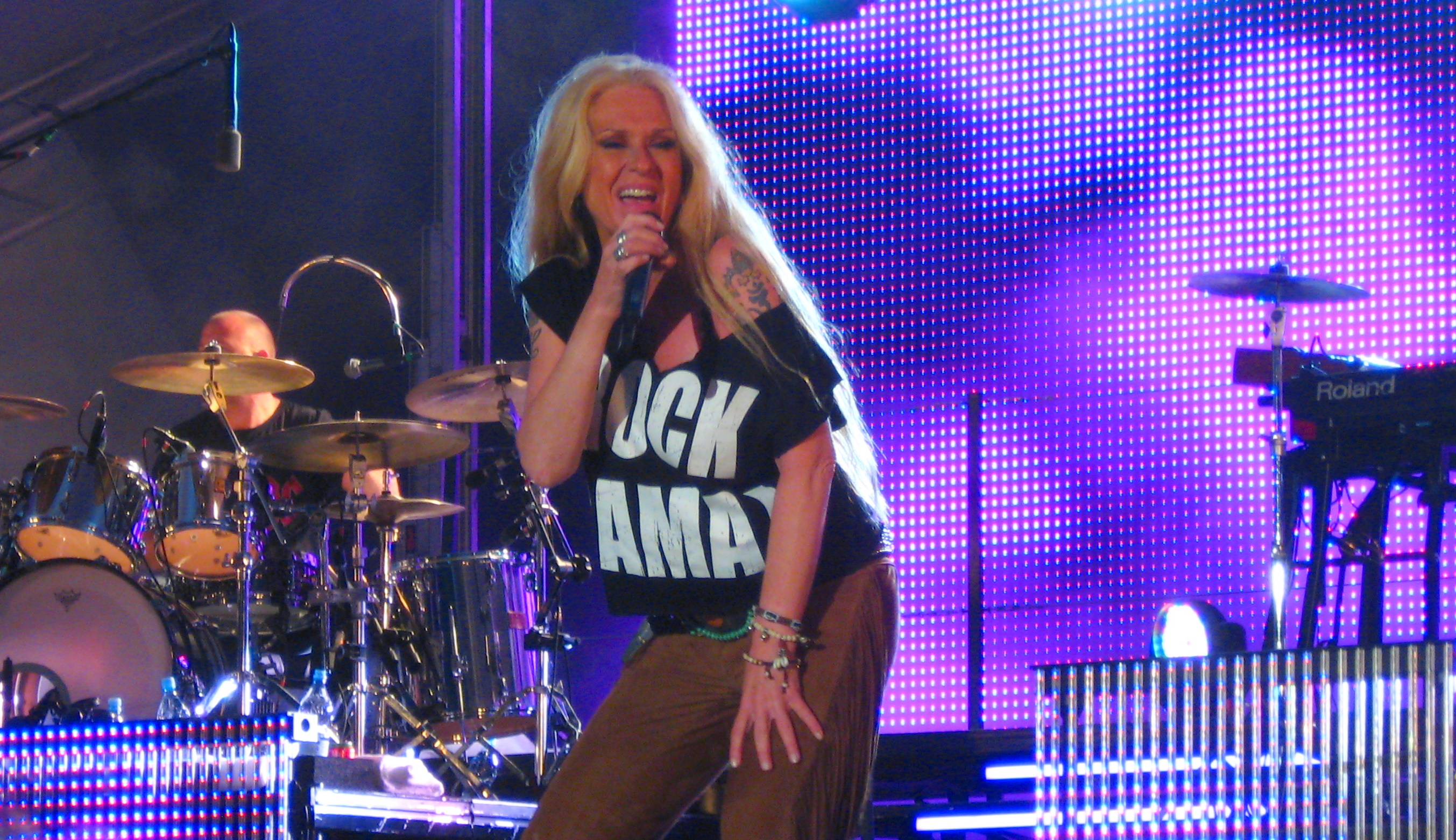
Sanne Salomonsen i Ålborg 2010.